# Ореховно (озеро, Ушачский район)
Оре́ховно (Орехово; бел. Арэ́хаўна) — озеро в Ушачском районе Витебской области Белоруссии. Относится к бассейну реки Крошенка, протекающей через озеро.

## Описание
Озеро Ореховно располагается в 5 км к северо-востоку от городского посёлка Ушачи, рядом с одноимённым агрогородком.
Площадь поверхности озера составляет 0,17 км², длина — 0,53 км, наибольшая ширина — 0,45 км. Длина береговой линии — 1,59 км. Наибольшая глубина — 4,4 м, средняя — 2,3 м. Объём воды в озере — 0,39 млн м³. Площадь водосбора — 126 км².
Котловина округлой формы. Прилегающая территория распахана. Берега в основном возвышенные, песчаные и песчано-глинистые, поросшие кустарником и местами редколесьем. Мелководье обширное, песчаное. На глубине дно илистое.
Через озеро протекает река Крошенка, выше и ниже по течению которой располагаются озёра Волчо и Мено соответственно.
В воде обитают лещ, щука, плотва, линь, краснопёрка, окунь и другие виды рыб.